# Когато вятърът задуха (филм, 1986)
Когато вятърът задуха (на английски: When the Wind Blows) е британска анимирана драма от 1986 година, режисирана от Джими Мураками, а главните герои са озвучени от британските актьори Джон Милс и Пеги Ашкрофт.
Филмът е базиран по едноименната графична новела на Реймънд Бригс, който е втори негов проект съвместно с TVC, след успешната адаптация на творбата му „Снежният човек“ (The Snowman) от 1982 година. Последващата графична новела на Бригс „Етел и Ърнест“ (Ethel and Ernest) от 1998 година показва ясно, че протагонистката двойка в „Когато вятърът задуха“ са всъщност неговите родители.
Филмът е хибрид между рисувана и стоп моушън анимация, главните герои Джим и Хилда Блогс са нарисувани, но домът им и повечето обекти в него са истински и рядко се движат. Саундтракът включва песни на Роджър Уотърс и Дейвид Бауи, Дженезис, Скуийз и Пол Хардкасъл. Сюжетът на филма представя възрастното семейство Блогс, живеещо в изолирана къща в Съсекс и подготвящо се за предстояща атомна война. Джим Блогс подготвя убежище и складира припаси по предписанията на британските власти, наивно вярвайки на всички инструкции, а Хилда се занимава с домакинска работа, докато не съобщават по радиото за предстоящ атомен взрив. Семейството преживява атаката, но повишената радиация, липсата на помощ, изчерпването на припасите и лошата хигиена отчайват семейството. След няколко дни, опитвайки да продължат нормалния ход на ежедневието си, заспиват бавно умирайки в убежището си, молейки се и с хартиени чували върху себе си. В самия край на филма се чува морзов код „M.A.D.“, акроним за „взаимно гарантирано унищожение“ (Mutual Assured Destruction).